# 上和田町 (岡崎市)
上和田町（かみわだちょう）は、愛知県岡崎市の町名。丁番を持たない単独町名であり、13の小字が設置されている。

## 地理
岡崎市南西部に位置し、東は羽根西2〜3丁目・羽根西新町、西は天白町、南は法性寺町・宮地町、北は城南町に接する。

### 河川
- 占部川

### 字一覧
出典 : 
| - 荒野（あれの） - 上川田（かみかわだ） - 北天白（きたてんぱく） - 北屋敷（きたやしき） - 切戸（きれど） - サジ - 下川田（しもかわだ） | - 正ケン（しょうけん） - 城前（しろまえ） - ヒソ畑（ひそばた） - 南天白（みなみてんぱく） - 南屋敷（みなみやしき） - 森崎（もりさき） |

## 世帯数と人口
2019年（令和元年）5月1日現在の世帯数と人口は以下の通りである。
| 町丁     | 世帯数    | 人口    |
| -------- | --------- | ------- |
| 上和田町 | 1,393世帯 | 3,084人 |

### 人口の変遷
国勢調査による人口の推移
| 2000年（平成12年） | 3,709人 | [ 8 ]  |  |
| 2005年（平成17年） | 3,555人 | [ 9 ]  |  |
| 2010年（平成22年） | 3,343人 | [ 10 ] |  |
| 2015年（平成27年） | 3,122人 | [ 11 ] |  |

## 小・中学校の学区
市立小・中学校に通う場合、学区は以下の通りとなる。また、公立高等学校に通う場合の学区は以下の通りとなる。
| 番・番地等 | 小学校             | 中学校                 | 高等学校 |
| ---------- | ------------------ | ---------------------- | -------- |
| 全域       | 岡崎市立城南小学校 | 岡崎市立六ツ美北中学校 | 三河学区 |

## 歴史
碧海郡上和田村を前身とする。

### 沿革
- 1889年（明治22年）10月1日 - 町村制施行に伴い、碧海郡糟海村大字上和田となる[14]。
- 1906年（明治39年）5月1日 - 合併に伴い、六ツ美村大字上和田となる[1]。
- 1958年（昭和33年）10月15日 - 町制施行伴い、六ツ美町大字上和田となる[1]。
- 1962年（昭和37年）10月15日 - 岡崎市へ編入し、同市上和田町となる[1]。
- 1980年（昭和55年）1月22日 - 一部が城南町となる[1][15]。
- 2003年（平成15年）7月26日 - 一部が羽根西2丁目・羽根西新町となる[15]。

## 施設
- エルエルタウン

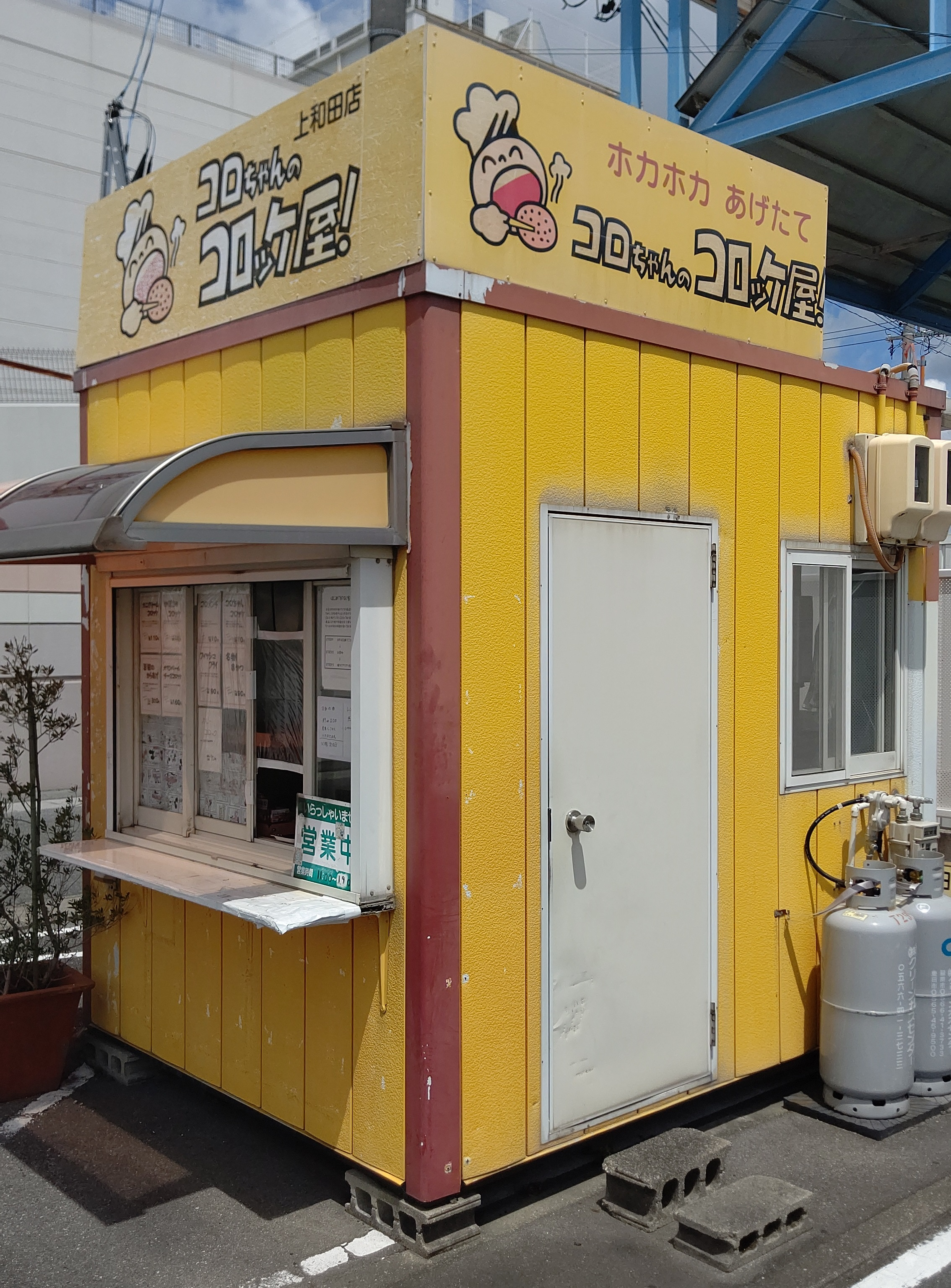
コロちゃんのコロッケ屋!

  - HIMARAYA SPORTS & OUTDOORエルエルタウン岡崎店
  - あかのれん上和田店
  - ケーズデンキ岡崎上和田店
- ピアゴ上和田店
- 碧海信用金庫上和田支店
- 愛知県営上和田住宅

## 交通
- 愛知県道48号岡崎刈谷線（竜南メーンロード）

## その他

### 日本郵便
- 郵便番号 : 444-0201[4]（集配局：岡崎郵便局[16]）。